# Кедровка (Приморский край)
Кедро́вка — упразднённое в 2001 году село в Красноармейском районе Приморского края.

## География
Село Кедровка стоит в четырёх километрах от правого берега реки Большая Уссурка, ниже сёл Вострецово и Незаметное.
От Рощино на северо-восток идёт дорога к селу Глубинное, в 4 км за мостом через Большую Уссурку находится перекрёсток, от него на северо-запад — к сёлам Незаметное и к Кедровке, а на юг — к Вострецово.
Расстояние до административного центра сельского поселения Вострецово около 9 км, расстояние до районного центра Новопокровка около 40 км.

## Экономика
- Жители занимались сельским хозяйством.